# イゼーオ
イゼーオ（伊: Iseo）は、イタリア共和国ロンバルディア州ブレシア県にある、人口約9,000人の基礎自治体（コムーネ）。同名の湖イゼーオ湖の南東部に面する。

## 地理

### 位置・広がり

#### 隣接コムーネ
隣接するコムーネは以下の通り。括弧内のBGはベルガモ県所属を示す。
- カプリオーロ
- コルテ・フランカ
- モンテ・イーゾラ
- モンティチェッリ・ブルザーティ
- パラーティコ
- ポラーヴェノ
- プレドーレ (BG)
- プロヴァーリオ・ディゼーオ
- サルニコ (BG)
- スルツァーノ
- タヴェルノラ・ベルガマスカ (BG)

### 地震分類
イタリアの地震リスク階級 (it) では、3 に分類される
。

## 行政

### 分離集落
イゼーオには、以下の分離集落（フラツィオーネ）がある。
- Clusane, Cremignane, Pilzone

## 行政

### 山岳部共同体
広域行政組織である山岳部共同体「セビーノ・ブレシャーノ山岳部共同体」 (it:Comunità montana del Sebino Bresciano) （事務所所在地: サーレ・マラジーノ）を構成するコムーネの一つである。

## 自然・環境
イゼーオ市街の南西には湿原が広がっており、セビーノ湿原自然保護区 (it:Riserva naturale Torbiere del Sebino) に指定されている。Torbiere d'Iseo（イゼーオ湿原）の登録名でラムサール条約登録湿地にもなっている。イタリアのラムサール条約登録地一覧も参照。

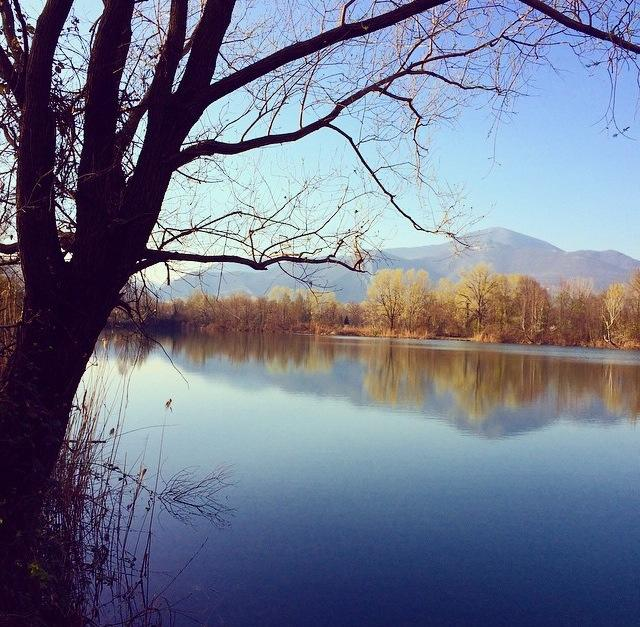

## 姉妹都市
- Tamsweg、オーストリア